# كريس وودروف
كريس وودروف (بالإنجليزية: Chris Woodruff)‏ هو لاعب كرة مضرب أمريكي، احترف في عام 1993، من أهم انجازاته الفوز ببطولة مونتريال للأساتذة في عام 1997 والوصول لربع نهائي بطولة أستراليا المفتوحة في عام 2000.